# Преследование УПЦ на Украине
Вмешательство в дела УПЦ началось с момента провозглашения независимости Украины в 1991 году. Первый президент независимой Украины Леонид Кравчук решил добиваться создания независимой поместной украинской православной церкви, которая бы находилась вне юрисдикции Москвы, путём поддержки автокефального статуса для канонической УПЦ. Митрополит Филарет, к осени 1991 года стал активным её сторонником. Попытка добиться автокефалии закончилась расколом УПЦ, отстранения Филарета от руководства УПЦ, созданием УПЦ (КП) не признанную каноническими православными церквями.

## СозданиеКиевского патриархата
Архиерейский собор УПЦ под руководством Филарета, принял решение о полной независимости, то есть автокефалии Украинской православной церкви, и обратился к Патриарху Алексию II и епископату РПЦ с просьбой о даровании УПЦ канонической автокефалии. 31 марта — 5 апреля 1992 года состоялся Архиерейский собор РПЦ, в котором приняло участие 97 архиереев РПЦ, включая 20 архиереев с Украины. Заслушав все доводы сторонников и противников автокефалии, Собор перенёс рассмотрение вопроса на Поместный собор РПЦ. Собор также рассмотрел практическую деятельность Филарета в Украине, и предложил ему уйти в отставку. На что он согласился, но попросил отсрочку, чтобы побыть в руководстве для проведения выборов нового главы УПЦ. Однако, по возвращении в Киев, митрополит Филарет объявил пастве, что не признаёт обвинений, выдвинутых якобы за его просьбу даровать Украинской церкви независимость, и что он будет возглавлять Украинскую православную церковь до конца своих дней, поскольку он «дан Богом украинскому Православию».
26 мая Филарет собрал в Киеве своих сторонников на так называемую «Всеукраинскую конференцию по защите канонических прав Украинской православной церкви». Конференция, в которой не принял участие ни один из украинских архиереев, отвергла майские решения Священного Синода РПЦ. Небольшая группа сторонников Филарета, стремясь вовлечь в церковный конфликт на Украине Константинопольского Патриарха Варфоломея I, обратилась к нему с посланием, в котором заявлялось об отвержении акта 1686 года о передаче Киевской Митрополии из юрисдикции Константинопольской церкви в ведение Московского Патриархата. 30 мая Филарет направил Патриарху Варфоломею послание, в котором обвинил Московскую Патриархию в «антиканонической деятельности» и в том, что она «фактически учинила раскол в лоне Украинской православной церкви». Филарет просил Варфоломея I принять его вместе с ближайшими помощниками под свою юрисдикцию.
27 мая 1992 года Архиерейский собор Украинской православной церкви, собравшийся в Харькове в составе 18 архиереев под председательством митрополита Харьковского Никодима (Руснака), «выразил недоверие митрополиту Филарету (Денисенко) и уволил его с Киевской кафедры <…>, запретив ему священнослужение впредь до решения Архиерейского Собора Матери-Церкви». Сам Филарет утверждает, что Харьковский собор расколол православие на Украине и был организован российскими спецслужбами.
11 июня 1992 года Архиерейский собор Русской православной церкви постановил «извергнуть митрополита Филарета (Денисенко) из сущего сана, лишив его всех степеней священства и всех прав, связанных с пребыванием в клире», за «жестокое и высокомерное отношение к подведомственному духовенству, диктат и шантаж (Тит. 1, 7-8; святых апостолов правило 27-е), внесение своим поведением и личной жизнью соблазна в среду верующих (Мф. 18, 7; Первого Вселенского Собора правило 3-е, Пято-Шестого Вселенского Собора правило 5-е), клятвопреступление (святых апостолов правило 25-е), публичную клевету и хулу на Архиерейский Собор (Второго Вселенского Собора правило 6-е), совершение священнодействий, включая рукоположения в состоянии запрещения (святых апостолов правило 28-е), учинение раскола в Церкви (Двукратного Собора правило 15-е)». Все рукоположения, совершённые Филаретом в запрещённом состоянии с 27 мая 1992 года, и наложенные им прещения были признаны недействительными.
Филарет, лишённый священного сана, своей отставки не признал, и в этом он получил защиту у украинских властей. Милиция совместно с членами организации УНА-УНСО не допустила в митрополичью резиденцию делегацию представителей УПЦ, которые пришли принять дела у низложенного Филарета. То же самое произошло у входа в кафедральный Владимирский собор, когда туда приехал новоизбранный предстоятель УПЦ — митрополит Киевский и всея Украины Владимир. Члены УНА-УНСО перекрыли подступы к храму и забаррикадировались изнутри. Чтобы избежать кровопролития среди православных, митрополит Владимир призвал не применять силу и отправился в Киево-Печерскую Успенскую лавру, которую боевики из УНА-УНСО не смогли взять штурмом, натолкнувшись на сопротивление монахов и верующих, на стороне которых выступило подразделение ОМОН «Беркут», прибывшее для обороны лавры от националистов. Владимирский собор, однако, остался в руках Филарета и его приверженцев.
Государственное вмешательство в церковные дела продолжилось. При поддержке президента Кравчука Филарет сохранил за собой контроль за денежными средствами УПЦ. Президент своим указом сместил председателя Совета по делам религий Н. А. Колесника и заменил его Арсеном Зинченко, сторонником Филарета. Кравчук и Зинченко объявили незаконными решения харьковского Архиерейского собора УПЦ. Президиум Верховной рады Украины принял заявление, в котором харьковский Собор объявлялся не только незаконным, но и неканоническим.
Оказавшись в полной изоляции со стороны канонического Православия, Филарет нашёл для себя единственный выход — пойти на объединение с УАПЦ, которую он ещё недавно обличал как раскольническую. 25—26 июня 1992 года в киевской приёмной Филарета (ул. Пушкинская, 36) прошло собрание нескольких епископов УАПЦ, депутатов Верховной рады Украины, обслуживающего персонала митрополии, именовавшееся Объединительным собором двух церквей — УПЦ и УАПЦ. Решением «собора» УПЦ и УАПЦ были упразднены, а всё их имущество, финансы и средства были объявлены собственностью вновь созданной организации, названной «Украинская православная Церковь Киевского Патриархата». Её руководителем решено было считать проживавшего в США 94-летнего патриарха УАПЦ Мстислава (Скрипника), заместителем — Филарета (Денисенко), управляющим делами — Антония (Масендича). Фактически всей деятельностью УПЦ КП руководил Филарет, что впоследствии и привело к конфликту с бывшими иерархами УАПЦ, вошедшими в УПЦ КП.
20 октября 1995 года Поместным собором УПЦ КП Филарет был избран предстоятелем УПЦ КП, Патриархом Киевским и всея Руси-Украины. Интронизация состоялась 22 октября 1995 года во Владимирском кафедральном соборе Киева. Филарет неоднократно высказывал идею создания «параллельной, самодостаточной семьи церквей» через объединение непризнанных православием юрисдикций. Ему удалось вступить в евхаристическое общение с болгарским «альтернативным синодом», Черногорской православной церковью, Македонской православной церковью. В православной среде идею Денисенко, противоречащую догмату о Церкви, назвали «двуцерковной ересью».

## Деятельность УПЦ при президенте В. Ющенко
После победы на президентских выборах в 2004 году Виктора Ющенко патриарх Московский и всея Руси Алексий II высказывал опасения по поводу положения верующих на территории Украины.
УПЦ МП отрицательно относилась к ставшим популярным при Викторе Ющенко совместным молитвам представителей разных конфессий.
Состоявшийся в конце января 2007 года Архиерейский собор УПЦ выразил недоумение относительно предложения президента Украины Ющенко «сесть за стол переговоров со лжепастырями».
В 2008 году проводились торжественные мероприятия по празднованию 1020-летия крещения Руси. В Киев были приглашены патриарх Всея Руси Алексий II и Патриарх Константинопольский Варфоломей I. В честь визита Варфоломея была даже выпущена памятная монета, отсутствие аналогичной монеты с Алексием II было воспринято украинским обществом неоднозначно.

## Создание ПЦУ
После 2014 года, начался очередное усиление давления на УПЦ со стороны властей. Например, 28 января 2015 года Киевский городской совет исключил УПЦ (МП) из перечня религиозных конфессий, которым предоставляются льготы по оплате налога на землю, в связи с тем, что якобы «священники УПЦ (МП) в зоне АТО ведут антиукраинскую пропаганду и отказываются отпевать погибших воинов украинских Вооружённых сил». На следующий день городской голова Виталий Кличко наложил вето на это решение, заявив о недопустимости дискриминации на основании религиозных или иных убеждений.
Регулярно проводились нападки на УПЦ в связи с аннексией Крыма Российской Федерацией. Так, например, 8 марта 2015 года на телеканале «1+1», подконтрольному губернатору Днепропетровской областной государственной администрации Игорю Коломойскому вышла информация о якобы признании УПЦ (МП) Крыма частью Российской федерации и передаче имущества крымских епархий в РПЦ. 9 марта юридический отдел УПЦ (МП) опубликовало заявление о непризнании Крыма частью РФ, не передаче имущества крымских епархий РПЦ и потребовала извинений и опровержения лживой информации.
Попытки уничтожить связь УПЦ с РФ продолжились при президенте Порошенко. Так, под его руководством 15 декабря 2018 года на Объединительном соборе неканонических церквей в Киеве, принято решение о создании Православной церкви Украины Константинопольского патриархата. От УПЦ МП участвовали митрополит Переяслав-Хмельницкий и Вишневский и викарий Киевской епархии УПЦ МП Александр (Драбинко) и митрополит Винницкий и Барский Симеон (Шостацкий). В связи с этим председатель отдела внешних церковных связей Московского патриархата митрополит Иларион (Алфеев) сравнил их поступок с предательством Иуды Искариота, а председатель синодального информационно-просветительского отдела УПЦ МП архиепископ Климент (Вечеря) указал, что оба митрополита больше не имеют никакого отношения к УПЦ МП, поскольку те иерархи, кто принял участие в данном соборе, «создают новую церковь и туда переходят». Синод низложил митрополита Винницкого Симеона и епископа киевской митрополии Александра, а новым главой Винницкой и Барской епархии стал архиепископ Бородянский Варсонофий (Столяр), новым епископом Переяслав-Хмельницким и викарием Киевской митрополии стал архимандрит Дионисий (Пилипчук).
Согласно закону ВС от 20 декабря 2018 года «Про свободу совести и религиозные организации», представители УПЦ МП как религиозной организации, имеющей руководящий центр в Российской Федерации, не могут допускаться в соединения вооружённых сил и других военных формирований Украины. Кроме того, согласно данному закону, религиозная организация УПЦ МП обязана сменить название, указав в нём принадлежность к Русской православной церкви. 22 апреля 2019 года Окружной административный суд Киева по иску Киевской митрополии УПЦ МП в качестве обеспечительной меры приостановил процесс переименования. 16 декабря Верховный суд Украины разрешил Украинской православной церкви сохранить своё название. Он оставил без удовлетворения кассационную жалобу Министерства культуры Украины, которое требовало от УПЦ указать в своём названии принадлежность к Русской православной церкви.
11 ноября 2021 года Комитет ООН по правам человека выразил обеспокоенность сообщениями о нарушениях прав верующих Украинской православной церкви. Этот документ также предписывает властям Украины гарантировать осуществление свободы религии в стране и обеспечить расследование всех случаев насилия в отношении верующих.

## Вторжение России на Украину (с 2022)
За 2 года правоохранители открыли около 70 уголовных производств в отношении представителей УПЦ (МП), а также 16 в отношении митрополитов. Среди преступлений — 20 фактов госизмены и коллаборационизма. 26 сообщили о подозрении, а еще 19 получили судебные приговоры.
10 марта 2023 года Киево-Печерская Лавра (мужской монастырь УПЦ) получил предупреждение о разрыве договора про безоплатное использование государственного имущества. Договор принято разорвать в результате отчета межведомственной комиссии о нарушениях Договора об использовании монастырем государственного имущества. С 11 марта должна начаться инвентаризация имущества, к 29 марта 2023 года монахи должны покинуть территорию Лавры. 29 марта 2023 года суд в Киеве принял иск монастыря к заповеднику. Суд назначен на 26 апреля 2023 года.
29 марта наместник лавры (УПЦ) митрополит Павел (Лебедь) заочно обратился к президенту Украины Владимиру Зеленскому и его окружению с угрозами, заявив, в частности: «Господин президент! Говорю вам и вашей своре, что наши слезы не упадут на землю, они все упадут вам на голову. Вы думаете, что, войдя во власть на наших спинах, вы можете так поступать? Господь не простит ни вам, ни вашей семье этот поступок!». 1 апреля митрополиту Павлу было вручено уведомление о подозрении в разжигании межрелигиозной розни и оправдании российской агрессии против Украины; в тот же день он был допрошен и Шевченковским районным судом Киева отправлен под домашний арест на два месяца.
26 июля 2023 года Совет Безопасности ООН по инициативе РФ провел совещания посвященное преследованию Украинской Православной церкви. С докладом выступила директор Альянса цивилизаций Нихал Саад, которая указала на ограничения свободы вероисповедания и безопасности членов религиозных общин по всей Украине, также с 1 февраля по 30 апреля 2023 года участились случаи насилия в отношении членов и сторонников Украинской православной церкви (УПЦ). Она сообщила, что власти Украины, в частности, проводили обыски в местах религиозных отправлений и других объектах УПЦ, выдавали уведомления о подозрениях в отношении священнослужителей и поместили под домашний арест нескольких из них. Кроме того, министерство культуры расторгло с УПЦ договор о досрочной аренде государственной Киево-Печерской лавры. Только после вмешательства ООН власти воздержались от действий, которые чреваты насилием, и не стали принудительно выселять УПЦ из Лавры в заявленный срок 29 марта.
7 августа 2023 года Винницким городским судом был признан виновным по четырем статьям УК Украины, в том числе по статьям о посягательстве на территориальную целостность, о действиях, направленных на насильственную смену или свержение конституционного строя, об отрицании «вооруженной агрессии России против Украины», и приговорён к пяти годам лишения свободы митрополит Ионафан. По версии следствия, Ионафан распространял среди прихожан пророссийские листовки, а также разместил на сайте епархии статью, в которой заявлял о главенстве Московского патриархата. В июне 2024 года главу Тульчинской епархии УПЦ митрополита Ионафана (Елецких) обменяли на нескольких украинских пленных.
Создание ПЦУ сопровождалось захватами храмов УПЦ, давлением на священников и прихожан. После начала русско-украинской войны давление значительно увеличилось, несмотря на объявление УПЦ своей независимости от РПЦ, полное осуждение вторжения российских войск на территорию Украины, не признание перехода митрополий оккупированных территорий под юрисдикцию РПЦ. Информация о расследованиях в отношении священников, конфискации церковных активов и арестах священников УПЦ появляется даже в американских СМИ. После принятия в первом чтении закона о запрете УПЦ его раскритиковали влиятельные американцы, представляющие Республиканскую партию США. Так например, Вивек Рамасвами претендент в кандидаты в Президенты США в 2024 году, заявил «Украина запретила Украинскую православную церковь. Украинский парламент это сделал при поддержке наших долларов». Журналист Та́кер Ка́рлсон обвинил украинское правительство в запрете целой христианской конфессии. Профессор Школы права Пенсильванского университета Уильям Берк-Вайт в своей статье признает, что закон принимаемый Верховным Советом Украины направлен на запрет УПЦ.

## Закон о запрете УПЦ
19 января 2023 года в Киеве было возбужденно уголовное дело против настоятеля монастыря Киево-Печерской лавры, митрополита Украинской православной церкви Павла, в связи с его рождественской речью. В ней митрополит сообщил о том, что власти Украины организовали гонения на православную церковь и назвал предстоятеля Украинской православной церкви Киевского патриархата Филарета «сущим бесом». Депутат Рады Ярослав Юрчишин обратился в Генпрокуратуру с просьбой о проверке заявлений митрополита Павла. Его обвиняют в «нарушении равноправия граждан в зависимости от их религиозных убеждений». В этот же день к закону «О свободе совести и религиозных организациях» правительство Украины внесло в парламент проект изменений, согласно которым «делается невозможным деятельность в Украине религиозных организаций, руководящий центр которых находится за пределами Украины в государстве, осуществляющем вооруженную агрессию против Украины». Законопроект принят в первом чтении в 2023 году, во втором чтении принят 20 августа 2024 года, 24 августа подписан президентом Украины В. Зеленским.
Закон осудили многие религиозные лидеры, в частности Папа римский Франциск уже 25 августа 2024 года подверг критике закон. Он высказал опасения, отметив что данный закон может ударить по простым смертным. «Ни одна христианская церковь не должна быть запрещена, прямо или косвенно. Церкви неприкосновенны», — заявил папа во время полуденной молитвы на площади Святого Петра в Ватикане. Также во Всемирном совете церквей призвали власти Украины к осторожности «при принятии мер, которые нарушают фундаментальное право на свободу вероисповедания и убеждений, а также могут подорвать социальную сплоченность во время чрезвычайного положения в стране».